# 凯文·乔伊斯
凯文·乔伊斯（英語：Kevin Joyce，1951年6月27日—），美国前男子篮球运动员。他曾代表美国获得1972年夏季奥运会篮球比赛男子银牌。他也参加了1973年NBA选秀，结果被金州勇士选中。